# Llista de monuments de Cercs
Llista de monuments de Cercs inclosos en l'Inventari del Patrimoni Arquitectònic Català per al municipi de Cercs (Berguedà). Inclou els inscrits en el Registre de Béns Culturals d'Interès Nacional (BCIN) amb la classificació de monuments històrics, els Béns Culturals d'Interès Local (BCIL) de caràcter immoble i la resta de béns arquitectònics integrants del patrimoni cultural català.
| Monument                                                                 | Protecció     | Estil/època                            | Localització                                                                            | Coordenades                                          | Codi?         | Imatge |
| ------------------------------------------------------------------------ | ------------- | -------------------------------------- | --------------------------------------------------------------------------------------- | ---------------------------------------------------- | ------------- | --- |
| Església de Sant Quirze de Pedret                                        | BCIN 91-MH-EN | Preromànic, romànic IX-X, XI-XII, XIII | Cercs Camí de St. Quirze de Pedret                                                      | 42° 06′ 27″ N, 1° 53′ 01″ E / 42.107480°N,1.883655°E | RI-51-0000435 | Església de Sant Quirze de Pedret (Cercs) · Vegeu més fotos d'aquest monument · Carregueu una nova foto d'aquest monument                              |
| Castell de Blancafort                                                    | BCIN 678-MH   | Romànic XII                            | Cercs                                                                                   | 42° 07′ 45″ N, 1° 50′ 15″ E / 42.129268°N,1.837522°E | RI-51-0005459 | Castell de Blancafort (Cercs) · Vegeu més fotos d'aquest monument · Carregueu una nova foto d'aquest monument                                          |
| Carrer Major                                                             |               | Obra popular XIX                       | Cercs C. Major                                                                          | 42° 08′ 49″ N, 1° 51′ 35″ E / 42.146821°N,1.859708°E | IPA-3210      | Carrer Major (Cercs) · Vegeu més fotos d'aquest monument · Carregueu una nova foto d'aquest monument                                                   |
| Església de Santa Maria                                                  | BCIL 2005     | Obra popular XIX                       | Cercs C. Major, el pont del Rabentí                                                     | 42° 08′ 47″ N, 1° 51′ 34″ E / 42.146460°N,1.859370°E | IPA-3211      | Església de Santa Maria (Cercs) · Vegeu més fotos d'aquest monument · Carregueu una nova foto d'aquest monument                                        |
| Monestir de Sant Salvador de la Vedella, de l'Abadella o de la Vadella   | BCIL 2005     | Romànic XII                            | Cercs Sant Salvador, ctra. de Berga a Guardiola                                         | 42° 10′ 09″ N, 1° 51′ 45″ E / 42.169209°N,1.862499°E | IPA-3212      | Monestir de Sant Salvador de la Vedella (Cercs) · Vegeu més fotos d'aquest monument · Carregueu una nova foto d'aquest monument                        |
| Colònia del Carme                                                        |               |                                        | Cercs Pantà de la Baells (desapareguda)                                                 | 42° 10′ 09″ N, 1° 51′ 34″ E / 42.169145°N,1.859565°E | IPA-3214      | Carregueu una nova foto d'aquest monument |
| Església de Santa Maria de la Baells                                     |               | Romànic XII                            | Cercs Desmuntada i guardada actualment a la Rodonella                                   | 42° 09′ 49″ N, 1° 51′ 19″ E / 42.16356°N,1.8552°E    | IPA-3216      | Església de Santa Maria de la Baells (Cercs) · Vegeu més fotos d'aquest monument · Carregueu una nova foto d'aquest monument                           |
| Església de Sant Jordi, de Sant Andreu o de Sant Jordi i Sant Andreu     | BCIL 2005     | Romànic XII, XVII                      | Cercs Per una pista que surt del poble de Sant Jordi                                    | 42° 09′ 09″ N, 1° 51′ 07″ E / 42.152554°N,1.851904°E | IPA-3223      | Església de Sant Jordi (Cercs) · Vegeu més fotos d'aquest monument · Carregueu una nova foto d'aquest monument                                         |
| Santuari de la Mare de Déu de la Consolació, o Església de la Consolació | BCIL 2005     | Barroc XVII                            | Cercs Instal·lacions de Carbons de B., la Rodonella                                     | 42° 10′ 46″ N, 1° 51′ 47″ E / 42.179551°N,1.863065°E | IPA-3224      | Santuari de la Mare de Déu de la Consolació (Cercs) · Vegeu més fotos d'aquest monument · Carregueu una nova foto d'aquest monument                    |
| Edificis d'habitatge al carrer Santa Bàrbara i carrer Economat           |               | Eclecticisme XIX Final                 | Cercs C. Santa Bàrbara - c. Economat, Colònia de Sant Corneli                           | 42° 11′ 05″ N, 1° 51′ 12″ E / 42.184707°N,1.853307°E | IPA-3226      | Edificis d'habitatge al carrer Santa Bàrbara i carrer Economat (Cercs) · Vegeu més fotos d'aquest monument · Carregueu una nova foto d'aquest monument |
| Torre del Comte de Fígols                                                | BCIL 2005     | Historicisme XX Inici                  | Cercs Rentador de Carbó, Tèrmica de Cercs, la Rodonella                                 | 42° 10′ 48″ N, 1° 51′ 45″ E / 42.180042°N,1.862526°E | IPA-3228      | Torre del Comte de Fígols (Cercs) · Vegeu més fotos d'aquest monument · Carregueu una nova foto d'aquest monument                                      |
| Colònia de Sant Corneli                                                  | BCIL 2005     | Obra popular                           | Cercs                                                                                   | 42° 11′ 02″ N, 1° 51′ 14″ E / 42.183897°N,1.853815°E | IPA-3231      | Colònia de Sant Corneli (Cercs) · Vegeu més fotos d'aquest monument · Carregueu una nova foto d'aquest monument                                        |
| Casa Bossoms                                                             | BCIL 2005     | Obra popular                           | Cercs Pedret                                                                            | 42° 06′ 15″ N, 1° 54′ 34″ E / 42.104243°N,1.909468°E | IPA-3233      | Carregueu una nova foto d'aquest monument |
| Cal Fortaner                                                             | BCIL 2005     | Obra popular                           | Cercs Accés des del poble de Sant Jordi i l'ermita                                      | 42° 09′ 11″ N, 1° 51′ 05″ E / 42.153171°N,1.851409°E | IPA-3234      | Carregueu una nova foto d'aquest monument |
| Casa el Galló                                                            | BCIL 2005     | Obra popular                           | Cercs Sant Jordi                                                                        | 42° 09′ 04″ N, 1° 51′ 10″ E / 42.151087°N,1.852839°E | IPA-3235      | Carregueu una nova foto d'aquest monument |
| Can Vilaformiu                                                           |               | Obra popular XVII                      | Cercs Pista forestal de Berga a Vilaformiu i castell de Blancafort                      | 42° 06′ 54″ N, 1° 50′ 40″ E / 42.115025°N,1.844471°E | IPA-3236      | Carregueu una nova foto d'aquest monument |
| Hostal-Masia L'Estany Clar                                               | BCIL 2005     | Obra popular XVII                      | Cercs Ctra. C-1411                                                                      | 42° 06′ 58″ N, 1° 51′ 15″ E / 42.116247°N,1.854096°E | IPA-3237      | Carregueu una nova foto d'aquest monument |
| Pont de Pedret                                                           | BCIL 2005     | Gòtic XIII                             | Cercs Pedret                                                                            | 42° 06′ 22″ N, 1° 52′ 50″ E / 42.106177°N,1.880643°E | IPA-3238      | Pont de Pedret (Cercs) · Vegeu més fotos d'aquest monument · Carregueu una nova foto d'aquest monument                                                 |
| Forats a la roca sota el pont de Pedret                                  | BCIL 2005     | Obra popular Medieval                  | Cercs Pedret                                                                            | 42° 06′ 22″ N, 1° 52′ 50″ E / 42.106177°N,1.880643°E | IPA-3239      | Carregueu una nova foto d'aquest monument |
| Pont del Far, o pont de l'Alfar                                          | BCIL 2005     | Romànic, gòtic XIII                    | Cercs Ctra. C-1411, km 57                                                               | 42° 10′ 49″ N, 1° 51′ 50″ E / 42.180334°N,1.863932°E | IPA-3240      | Pont del Far (Cercs) · Vegeu més fotos d'aquest monument · Carregueu una nova foto d'aquest monument                                                   |
| Castell de Puigarbessós                                                  | BCIL 2005     | Romànic XI                             | Cercs Cim de Puigarbessós                                                               | 42° 07′ 14″ N, 1° 53′ 20″ E / 42.120531°N,1.888959°E | IPA-30671     | Carregueu una nova foto d'aquest monument |
| Safareig del carrer de la Costa                                          | BCIL 2005     | Obra popular                           | Cercs C. de la Costa                                                                    | 42° 08′ 51″ N, 1° 51′ 40″ E / 42.147516°N,1.861163°E | IPA-30672     | Carregueu una nova foto d'aquest monument |
| Safareig de Sant Corneli                                                 | BCIL 2005     | Obra popular                           | Cercs Part alta de la barriada de Sant Corneli, davant façana principal de l'església   | 42° 11′ 02″ N, 1° 51′ 07″ E / 42.183932°N,1.852027°E | IPA-30673     | Safareig de Sant Corneli (Cercs) · Vegeu més fotos d'aquest monument · Carregueu una nova foto d'aquest monument                                       |
| Safareig del Torrent de Peguera                                          | BCIL 2005     | Obra popular                           | Cercs                                                                                   | 42° 08′ 46″ N, 1° 51′ 36″ E / 42.146045°N,1.859955°E | IPA-30674     | Carregueu una nova foto d'aquest monument |
| Safareig de la Font Gran                                                 | BCIL 2005     | Obra popular XX Inici                  | Cercs                                                                                   | 42° 08′ 44″ N, 1° 51′ 35″ E / 42.145502°N,1.859723°E | IPA-30675     | Safareig de la Font Gran (Cercs) · Vegeu més fotos d'aquest monument · Carregueu una nova foto d'aquest monument                                       |
| Restes del pont de Rabentí                                               | BCIL 2005     | Romànic XIII                           | Cercs Just a la confluència dels torrents de Peguera i de les Garrigues                 | 42° 08′ 44″ N, 1° 51′ 39″ E / 42.145661°N,1.860754°E | IPA-30676     | Restes del pont de Rabentí (Cercs) · Vegeu més fotos d'aquest monument · Carregueu una nova foto d'aquest monument                                     |
| Església de Sant Corneli                                                 | BCIL 2005     | Historicisme                           | Cercs Ctra. BV-4025 que enllaça la C-1411 a l'alçada de la central tèrmica              | 42° 11′ 03″ N, 1° 51′ 08″ E / 42.184131°N,1.852187°E | IPA-30677     | Església de Sant Corneli (Cercs) · Vegeu més fotos d'aquest monument · Carregueu una nova foto d'aquest monument                                       |
| Cal Rovira                                                               | BCIL 2005     | Obra popular XVIII Final               | Cercs C. Major, 14                                                                      | 42° 08′ 48″ N, 1° 51′ 38″ E / 42.146595°N,1.860508°E | IPA-30678     | Cal Rovira (Cercs) · Vegeu més fotos d'aquest monument · Carregueu una nova foto d'aquest monument                                                     |
| Cal Tuyes                                                                | BCIL 2005     | Neoclassicisme                         | Cercs Ctra. de Ribes, 14-16                                                             | 42° 08′ 46″ N, 1° 51′ 37″ E / 42.146090°N,1.860402°E | IPA-30679     | Carregueu una nova foto d'aquest monument |
| Cal Co                                                                   | BCIL 2005     | Obra popular XIX Final                 | Cercs A tocar del pont nou de l'antiga ctra. C-1411, banda dreta riera de Peguera       | 42° 08′ 46″ N, 1° 51′ 35″ E / 42.146141°N,1.859657°E | IPA-30680     | Carregueu una nova foto d'aquest monument |
| Casa Vella de la Rodonella                                               | BCIL 2005     | Obra popular                           | Cercs Barriada de la Rodonella, banda esquerre direcció Bagà, de la ctra. C-1411        | 42° 09′ 47″ N, 1° 51′ 21″ E / 42.163174°N,1.855810°E | IPA-30681     | Casa Vella de la Rodonella (Cercs) · Vegeu més fotos d'aquest monument · Carregueu una nova foto d'aquest monument                                     |
| L'Estany                                                                 | BCIL 2005     | Obra popular XVII                      | Cercs Extrem sud del Pla de l'Estany, entre serra de Corbera i serra de les Arades      | 42° 08′ 00″ N, 1° 48′ 33″ E / 42.133196°N,1.809263°E | IPA-30682     | Carregueu una nova foto d'aquest monument |
| Casanova de les Garrigues                                                | BCIL 2005     | Obra popular X                         | Cercs Entre la serra de Blancafort i el serrat de la Casanova, a la partida de Vilosiu  | 42° 08′ 11″ N, 1° 49′ 33″ E / 42.136257°N,1.825777°E | IPA-30683     | Carregueu una nova foto d'aquest monument |
| Casa Santa Maria de les Garrigues                                        | BCIL 2005     | Obra popular XI                        | Cercs Al mig del torrent de les Garrigues i del torrent de Picamoixons                  | 42° 08′ 00″ N, 1° 49′ 57″ E / 42.133294°N,1.832378°E | IPA-30684     | Carregueu una nova foto d'aquest monument |
| Caselles                                                                 | BCIL 2005     | Obra popular XIX Inici                 | Cercs Passat el pla de la Balma i a tocar per l'esquerra del torrent de les Garrigues   | 42° 08′ 21″ N, 1° 50′ 17″ E / 42.139290°N,1.837968°E | IPA-30685     | Carregueu una nova foto d'aquest monument |
| La Balma                                                                 | BCIL 2005     | Obra popular IX                        | Cercs Camí de Cercs a l'Estany per la Casanova                                          | 42° 08′ 33″ N, 1° 50′ 40″ E / 42.142453°N,1.844324°E | IPA-30686     | Carregueu una nova foto d'aquest monument |
| Cal Xel                                                                  | BCIL 2005     | Obra popular XIX                       | Cercs A la vall del torrent de les Garrigues, abans del pla de la Balma                 | 42° 08′ 34″ N, 1° 50′ 50″ E / 42.142701°N,1.847102°E | IPA-30687     | Carregueu una nova foto d'aquest monument |
| Cal Curt                                                                 | BCIL 2005     | Obra popular XIX                       | Cercs Camí que deixa el principal de Santa Maria de les Garrigues                       | 42° 08′ 35″ N, 1° 50′ 50″ E / 42.143125°N,1.847131°E | IPA-30688     | Carregueu una nova foto d'aquest monument |
| Vall-llobrega                                                            | BCIL 2005     | Obra popular XVII                      | Cercs En un extrem del pla de Cal Torner, entre collada de Palou i coll de l'Erola      | 42° 09′ 16″ N, 1° 49′ 51″ E / 42.154313°N,1.830866°E | IPA-30689     | Vall-llobrega (Cercs) · Vegeu més fotos d'aquest monument · Carregueu una nova foto d'aquest monument                                                  |
| Cal Torner                                                               | BCIL 2005     | Obra popular                           | Cercs Accés pel camí de Palou, des del nucli de Sant Jordi de Cercs                     | 42° 09′ 07″ N, 1° 50′ 05″ E / 42.151920°N,1.834711°E | IPA-30690     | Carregueu una nova foto d'aquest monument |
| El Palou                                                                 | BCIL 2005     | Obra popular XVIII                     | Cercs Camí des del nucli de Sant Jordi                                                  | 42° 09′ 05″ N, 1° 50′ 34″ E / 42.151300°N,1.842892°E | IPA-30691     | Carregueu una nova foto d'aquest monument |
| La Vintrosa                                                              | BCIL 2005     | Obra popular XVIII                     | Cercs Entre el pla de l'Ermita de Sant Jordi i la collada de Palou                      | 42° 09′ 07″ N, 1° 50′ 48″ E / 42.151978°N,1.846716°E | IPA-30692     | La Vintrosa (Cercs) · Vegeu més fotos d'aquest monument · Carregueu una nova foto d'aquest monument                                                    |
| Cal Ros                                                                  | BCIL 2005     | Obra popular                           | Cercs Entre el portell d'en Roca i la collada Baixa                                     | 42° 07′ 18″ N, 1° 50′ 46″ E / 42.121530°N,1.846034°E | IPA-30693     | Carregueu una nova foto d'aquest monument |
| La Mussolera                                                             | BCIL 2005     | Obra popular                           | Cercs Coll de Merolla, a tocar de l'antiga ctra. C-1411 de Manresa a Bellver            | 42° 07′ 11″ N, 1° 51′ 07″ E / 42.119706°N,1.851826°E | IPA-30694     | Carregueu una nova foto d'aquest monument |
| El Gall                                                                  | BCIL 2005     | Obra popular                           | Cercs A la dreta de la C-1411 de la mateixa direcció Bagà, abans del túnel de Cercs     | 42° 07′ 45″ N, 1° 51′ 56″ E / 42.129163°N,1.865448°E | IPA-30695     | Carregueu una nova foto d'aquest monument |
| El Serrat del Gall                                                       | BCIL 2005     | Obra popular                           | Cercs Entre el coll de Miralles i el serrat del Gall, camí a mà esquerra direcció Bagà  | 42° 07′ 46″ N, 1° 51′ 35″ E / 42.129510°N,1.859598°E | IPA-30696     | Carregueu una nova foto d'aquest monument |
| La Vitarella                                                             | BCIL 2005     | Obra popular                           | Cercs Embassament de la Baells, abans de la confluència amb la riera de Merdançol       | 42° 07′ 58″ N, 1° 52′ 54″ E / 42.132802°N,1.881597°E | IPA-30697     | Carregueu una nova foto d'aquest monument |
| Can Planes                                                               | BCIL 2005     | Obra popular                           | Cercs Esquerra del Llobregat, damunt embassament de la Baells i a sota la C-1411        | 42° 08′ 05″ N, 1° 52′ 01″ E / 42.134640°N,1.866911°E | IPA-30698     | Carregueu una nova foto d'aquest monument |
| La Palanca                                                               | BCIL 2005     | Obra popular                           | Cercs Turó damunt la riera de Pedret                                                    | 42° 06′ 32″ N, 1° 52′ 25″ E / 42.108830°N,1.873557°E | IPA-30699     | Carregueu una nova foto d'aquest monument |
| La Peirota                                                               | BCIL 2005     | Obra popular                           | Cercs Banda dreta del Llobregat, després de l'indret de Pedret, dalt d'un turó          | 42° 06′ 08″ N, 1° 53′ 09″ E / 42.102195°N,1.885847°E | IPA-30700     | Carregueu una nova foto d'aquest monument |
| Miralles                                                                 | BCIL 2005     | Obra popular XVIII Final               | Cercs Prop de l'angle format per la riera Demetge i el riu Llobregat                    | 42° 07′ 31″ N, 1° 52′ 09″ E / 42.125371°N,1.869127°E | IPA-30701     | Carregueu una nova foto d'aquest monument |
| La Costa                                                                 | BCIL 2005     | Obra popular XVIII Final               | Cercs A la part alta de la Colònia de Sant Corneli                                      | 42° 11′ 33″ N, 1° 51′ 04″ E / 42.192452°N,1.851195°E | IPA-30702     | Carregueu una nova foto d'aquest monument |
| Capdevila                                                                | BCIL 2005     |                                        | Cercs A la part alta de la barriada Els Tilos de la Colònia de Sant Corneli             | 42° 11′ 14″ N, 1° 51′ 23″ E / 42.187280°N,1.856369°E | IPA-30703     | Carregueu una nova foto d'aquest monument |
| El Quer                                                                  | BCIL 2005     | Obra popular                           | Cercs Antic camí de Sant Corneli a Fígols, damunt els cingles de la Garganta            | 42° 10′ 43″ N, 1° 50′ 50″ E / 42.178569°N,1.847160°E | IPA-30704     | Carregueu una nova foto d'aquest monument |
| Antic traçat del ferrocarril Peguera-Cercs                               | BCIL 2005     |                                        | Cercs Sector occidental del terme municipal seguint en paral·lel al riu Peguera         | 42° 10′ 47″ N, 1° 51′ 49″ E / 42.17977°N,1.86369°E   | IPA-30705     | Carregueu una nova foto d'aquest monument |
| Antic traçat del ferrocarril Manresa-Guardiola                           | BCIL 2005     | XIX Final                              | Cercs                                                                                   | 42° 04′ 21″ N, 1° 52′ 13″ E / 42.07260°N,1.87028°E   | IPA-30706     | Antic traçat del ferrocarril Manresa-Guardiola (Cercs) · Vegeu més fotos d'aquest monument · Carregueu una nova foto d'aquest monument                 |
| Canal Industrial de Berga                                                | BCIL 2005     |                                        | Cercs                                                                                   | 42° 09′ 15″ N, 1° 51′ 31″ E / 42.154275°N,1.858663°E | IPA-30707     | Canal Industrial de Berga (Cercs) · Vegeu més fotos d'aquest monument · Carregueu una nova foto d'aquest monument                                      |
| Antigues instal·lacions mineres, Sant Josep i la Consolació              | BCIL 2005     | Obra popular XIX                       | Cercs                                                                                   | 42° 10′ 54″ N, 1° 51′ 43″ E / 42.181758°N,1.861893°E | IPA-30708     | Carregueu una nova foto d'aquest monument |
| Fàbrica del Gas Pobre                                                    | BCIL 2005     | Obra popular                           | Cercs A mig camí de la ctra. entre la Consolació i Sant Corneli                         | 42° 11′ 06″ N, 1° 51′ 35″ E / 42.185131°N,1.859647°E | IPA-30709     | Carregueu una nova foto d'aquest monument |
| Nucli antic del Pont de Rabentí                                          | BCIL 2005     | Obra popular                           | Cercs A l'extrem de ponent del nucli urbà principal de Cercs, abans del pont de Rabentí | 42° 08′ 49″ N, 1° 51′ 33″ E / 42.146809°N,1.859130°E | IPA-30917     | Nucli antic del Pont de Rabentí (Cercs) · Vegeu més fotos d'aquest monument · Carregueu una nova foto d'aquest monument                                |
| Carrer Cap de la Costa                                                   | BCIL 2005     | XIX Final                              | Cercs Part alta de l'antic nucli de Pont de Rabentí                                     | 42° 08′ 52″ N, 1° 51′ 44″ E / 42.147817°N,1.862277°E | IPA-30918     | Carrer Cap de la Costa (Cercs) · Vegeu més fotos d'aquest monument · Carregueu una nova foto d'aquest monument                                         |
| Museu de les Mines de Cercs                                              | BCIL 2005     |                                        | Cercs Pl. Sant Romà, Sant Corneli                                                       | 42° 11′ 01″ N, 1° 51′ 10″ E / 42.183525°N,1.852761°E | IPA-30919     | Museu de les Mines de Cercs · Vegeu més fotos d'aquest monument · Carregueu una nova foto d'aquest monument                                            |
| Cine-teatre de Sant Corneli                                              | BCIL 2005     |                                        | Cercs                                                                                   | 42° 11′ 02″ N, 1° 51′ 10″ E / 42.183958°N,1.852893°E | IPA-30920     | Carregueu una nova foto d'aquest monument |
| Antic traçat tramvia de Sang de Berga - Mines de Fígols - la Consolació  | BCIL 2005     |                                        | Cercs                                                                                   | 42° 10′ 31″ N, 1° 51′ 08″ E / 42.17524°N,1.85234°E   | IPA-30921     | Carregueu una nova foto d'aquest monument |
| Conjunt de pous de glaç del Torrent de les Garrigues                     | BCIL 2005     |                                        | Cercs                                                                                   |                                                      | IPA-30922     | Carregueu una nova foto d'aquest monument |
| Pont de Miralles                                                         |               | Obra popular                           | Cercs Sobre el Llobregat (sota les aigües del pantà de la Baells)                       | 42° 07′ 32″ N, 1° 52′ 49″ E / 42.125547°N,1.880194°E | IPA-36900     | Pont de Miralles (Cercs) · Vegeu més fotos d'aquest monument · Carregueu una nova foto d'aquest monument                                               |
| Pont de la Parròquia                                                     |               | Obra popular                           | Cercs Sobre el Llobregat                                                                |                                                      | IPA-36901     | Carregueu una nova foto d'aquest monument |
| Pont de la Consolació                                                    |               | Obra popular                           | Cercs Sobre el torrent de Sant Corneli                                                  | 42° 10′ 50″ N, 1° 51′ 47″ E / 42.18049°N,1.86306°E   | IPA-36904     | Pont de la Consolació (Cercs) · Vegeu més fotos d'aquest monument · Carregueu una nova foto d'aquest monument                                          |